# Claire Blanche-Benveniste

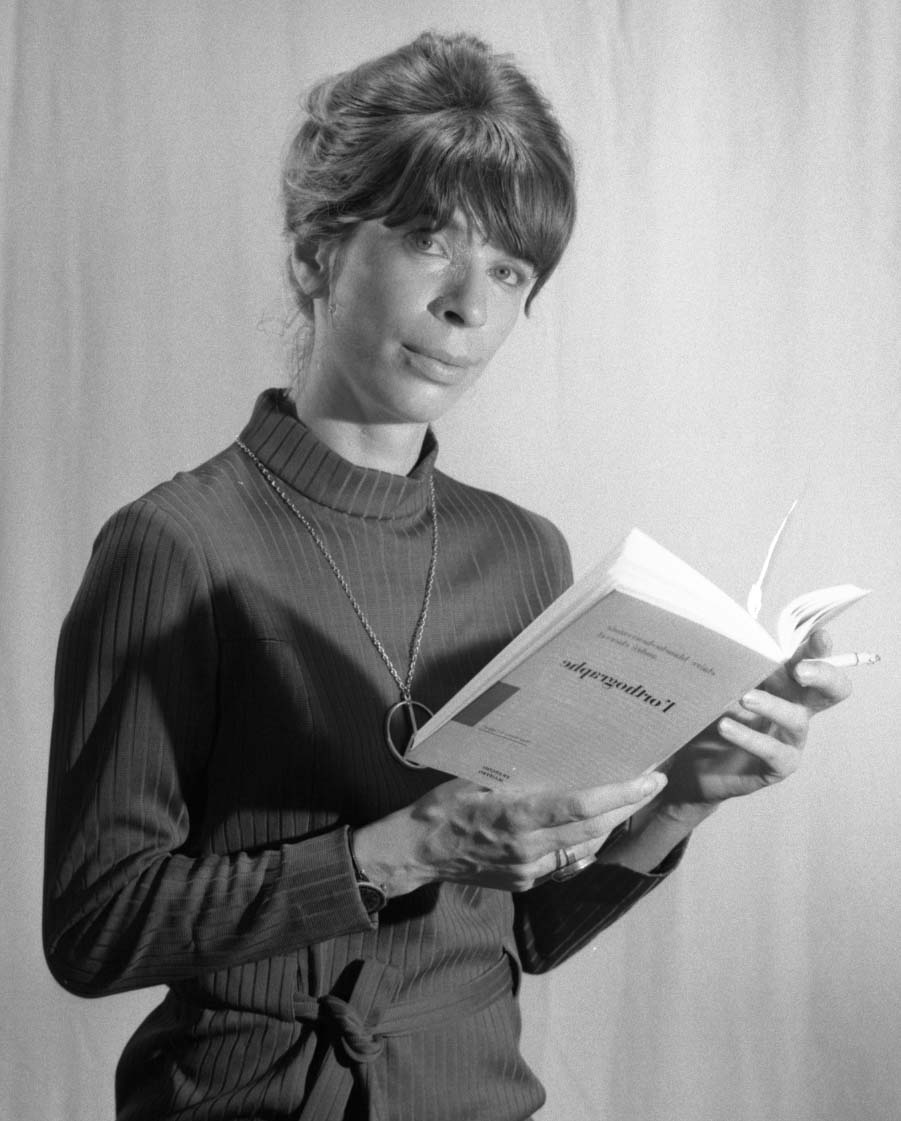

Claire Blanche-Benveniste, nació el 15 de enero de 1935 en Lyon y murió el 29 de abril de 2010 en Aix-en-Provence. Fue una profesora universitaria francesa especialista en lingüística.

## Biografía
Hija de un librero de Lyon en Francia, Saby Benveniste, y de Rose Grunblatt.
Estudio Filología en la Sorbona con Robert-Léon Wagner y Jean Boutière y logró su puesto de profesora universitaria al superar el correspondiente concurso para profesores (la "agrégation") de Letras Modernas en 1960. Fue asistente durante tres años en Líbano, en Lyon y en París.
En 1975 defendió su tesis: Recherches en vue d'une théorie de la grammaire française. Essai d'application à la syntaxe des pronoms  bajo la dirección de Robert-Léon Wagner. Fue nombrada profesora de Lingüística Francesa en la Universidad de Provence. Además, ocupó el cargo de directora de estudios en la École pratique des hautes études de 1994 a 2002.

## Su obra científica
Sus investigaciones y publicaciones se centraron en el habla de un idioma y en la intercomprensión entre lenguas latinas. Junto a José Deulofeu, Colette Jeanjean, Jean Stéfanini y André Valli creó el grupo de investigación Groupe aixois de recherches en syntaxe (GARS). Desde 1974 hasta 2004 creó, contribuyó y participó activamente en la publicación anual Recherches sur le français parlé. También concibió el proyecto de una enciclopedia gramatical del francés: la Encyclopédie grammaticale du français. Estuvo siempre ligada a la conformación de corpus lingüísticos, tan extensos como fuera posible y apoyados sobre variedad de fuentes. Se preocupaba mucho por los problemas de selección de datos, especialmente por los relativos a la lengua oral. En materia de teoría gramatical, dio la prioridad a la descripción, sosteniéndose sobre ejemplos verificados y dándole todo su lugar a la lengua hablada. Se interesó asimismo por los componentes lingüísticos del fracaso escolar, partiendo de investigaciones llevadas a cabo en escuelas de Marsella y luego de Romans-sur-Isère.

## Homenajes
- Analyse linguistique et approche de l'oral. Recueil d'études offert en hommage à Claire Blanche-Benveniste, éd. por Mireille Bilger, Karel van den Eynde y Françoise Gadet (coll. « Orbis/Supplementa. Monographies publiées par le Centre international de dialectologie générale (Louvain) », 10), Leuven-Paris, Peeters, 1998.

Recibió la Légion d’honneur en 2004 así como el título de doctor honoris causa de la universidad de Louvain en 2007.

## Publicaciones
- Choix de textes de français parlé, Claire Blanche-Benveniste, Christine Rouget, Frédéric Sabio, Champion, 2002 http://5376961596725889286-a-1802744773732722657-s-sites.googlegroups.com/site/mathieuavanzi/book-reviews/Schneider-07.pdf (enlace roto disponible en Internet Archive; véase el historial, la primera versión y la última). ISBN 9782708008304
- Le français parlé, Claire Blanche-Benveniste, CNRS, 1997 ISBN 978-227105535-4
- L'intercompréhension : le cas des langues romanes, réd. Claire Blanche-Benveniste, André Valli, Le français dans le monde, Recherches et applications, 11, janvier 1997, https://web.archive.org/web/20100707082617/http://www.fdlm.org/fle/ra/11-inter.php
- Approches de la langue parlée en français, Claire Blanche-Benveniste, Ophrys, 1997 ISBN 978-270800830-4
- Eurom 4 : méthode d'enseignement de quatre langues romanes, Claire Blanche-Benveniste, André Valli y alii, Firenze, Nuova Italia Editrice, 1997
- Approches de la langue parlée en français, Claire Blanche-Benveniste, Ophrys, 2004  ISBN 978-27080083-04
- De l’utilité du corpus linguistique, Claire Blanche-Benveniste, in Revue française de linguistique appliquée, volume I-2, p. 25-42, 1996
- Constitution et exploitation d’un grand corpus, Claire Blanche-Benveniste, volume IV-1, p. 65-74, 1999
- Français parlé-oral spontané : quelques réflexions, Mireille Bilger, Claire Blanche-Benveniste, volume IV-2, p. 21-30, 1999
- Grammaire et Histoire de la grammaire. Hommage à la mémoire de Jean Stéfanini, Claire Blanche-Benveniste, André Chervel, Maurice Gross, Publications de l'Université de Provence, 1990 ISBN 978-285399200-8
- Pronom et syntaxe. L'approche pronominale et son application au français, Claire Blanche-Benveniste, José Deulofeu, Jean Stéfanini, Karel van den Eynde, Paris, SELAF, p. 245, 1984 ISBN 9782852972025
- Recherches en vue d'une théorie de la grammaire française. Essai d'application à la syntaxe des pronoms, Claire Blanche-Benveniste, Paris, Champion, 1975
- Le français parlé, études grammaticales, Claire Blanche-Benveniste, CNRS, 1998 ISBN 9782222040835
- L’orthographe, Claire Blanche-Benveniste, André Chervel, Paris, INRP, Retz, Maspéro, 1978
- Le français parlé : transcription et édition, Claire Blanche-Benveniste, Colette Jeanjean, Publication du Trésor de la langue française, INALF, Didier Érudition 1987 ISBN 978-2864601067
- « Syntaxe et mécanismes descriptifs : présentation de l'approche pronominale », Karel Van den Eynde, Claire Blanche-Benveniste, Cahiers de Lexicologie 32, 3-27, 1978

Una lista de publicaciones de Claire Blanche-Benveniste establecida por Pierre Swiggers, completa hasta 1997, fue publicada en el volumen de Homenajes: Analyse linguistique et approche de l'oral. Contiene 120 y el anuncio de otras por venir.